# Ben Bradshaw
Benjamin Peter James Bradshaw (ur. 30 sierpnia 1960 w Londynie) – brytyjski dziennikarz, polityk i parlamentarzysta z okręgu wyborczego Exeter. Członek Partii Pracy, w latach 2009–2010 minister kultury, mediów i sportu w gabinecie Gordona Browna. Od maja 2010 minister kultury, igrzysk olimpijskich, mediów i sportu w tymczasowym gabinecie cieni Partii Pracy, kierowanym przez Harriet Harman.

## Życiorys
Bradshaw urodził się w Londynie, w rodzinie anglikańskiego wikarego Katedry w Norwich. Jego brat, Jonathan, jest profesorem uniwersytetu w Yorku, gdzie zajmuje się polityką społeczną.
Po ukończeniu nauki w Thorpe St Andrew High School w Norwich, Bradshaw został studentem Uniwersytetu w Susseksie, gdzie ukończył anglistykę i germanistykę. Studiował również na Uniwersytecie we Freiburgu (Niemcy). W latach 1982–1983 był nauczycielem angielskiego w Technikum w Winterthurze (Szwajcaria).
W 1984 rozpoczął karierę dziennikarską, zostając reporterem Exeter Express and Echo, a w 1985 Eastern Daily Press w Norwich. W 1986 został dziennikarzem BBC Radio Devon. W 1989, pracując w Berlinie jako korespondent Radia BBC, był świadkiem upadku Muru Berlińskiego. W 1991 związał się z programem BBC The World At One, nad którym pracował aż do zwycięskich wyborów parlamentarnych. W 1993 roku zdobył SONY News Reporter Award.

## Kariera polityczna
W 1997 Bradshaw został wybrany do Izby Gmin jako deputowany z okręgu Exeter i od tamtego czasu pozostaje nieprzerwanie członkiem Parlamentu. 4 lipca 1997 roku miało miejsce jego pierwsze przemówienie w Izbie. W 1998 r. Bradshaw doprowadził do przyjęcia przez parlament Ustawy o Pestycydach.
W 2000 został Parlamentarnym Prywatnym Sekretarzem (Parliamentary Private Secretary) wiceminstra zdrowia Johna Denhama. Po wyborach parlamentarnych w 2001 wszedł do rządu Tony’ego Blaira jako Parlamentarny Podsekretarz Stanu (Parliamentary Under Secretary of State) w Ministerstwie Spraw Zagranicznych i Brytyjskiej Wspólnoty Narodów. Zaledwie kilka dni po wyborze musiał zmierzyć się z zadaniami jakie spadły na Foreign Office po ataku terrorystycznym 11 września 2001. W 2002 został zastępcą przewodniczącego Izby Gmin Robina Cooka. Od 2003 pełnił funkcję podsekretarza stanu w Ministerstwie Środowiska, Żywności i Spraw Wsi, by w 2006 zostać wiceministrem w tym resorcie. 28 czerwca 2007 roku został mianowany wiceministrem odpowiedzialnym za służbę zdrowia w Ministerstwie Zdrowia, a jednocześnie został ministrem ds. Anglii południowo-wschodniej. Jego kadencja w Ministerstwie Zdrowia została naznaczona kilkoma skandalami.
W marcu 2009 w Izbie Gmin (na debacie o wpływie kryzysu na jakość świadczonych przez państwo usług medycznych w zakresie zdrowia) Bradshaw powiedział: „Wiemy z doświadczeń własnych i zagranicznych, że w takich kwestiach jak zdrowie psychiczne, mężczyźni częściej chodzą do lekarza, kiedy nie mają pracy. To jest pozytywna strona sytuacji, bo mężczyźni mają tendencję do unikania wizyt lekarskich i pomocy medycznej”. Jego słowa wywołały ogromne oburzenie. Bradshaw docenił bowiem skutki kryzysu i wzrostu bezrobocia w momencie, kiedy już ponad 2 miliony Brytyjczyków pozostaje bez pracy. To najwięcej od 1997, w którym Partia Pracy doszła do władzy.
5 czerwca 2009 roku Bradshaw został członkiem gabinetu jako minister kultury, mediów i sportu Zjednoczonego Królestwa. Pozostał nim do porażki w wyborach parlamentarnych w 2010.

## Życie prywatne
Gdy w 1997 został wybrany do Izby Gmin, był jednym z pierwszych parlamentarzystów otwarcie deklarujących swój homoseksualizm. 24 czerwca 2006 roku Bradshaw i jego partner Neal Dalgleish (producent BBC) zalegalizowali swój związek cywilny.